# Sing (Laos)
Sing es un distrito de la provincia de Luang Namtha, Laos. A 1 de marzo de 2015 tenía una población censada de 39 287 habitantes.
Se encuentra ubicado al norte del país, cerca del río Mekong y de la frontera con Birmania y China.

## Galería de imágenes

Sing (Laos)
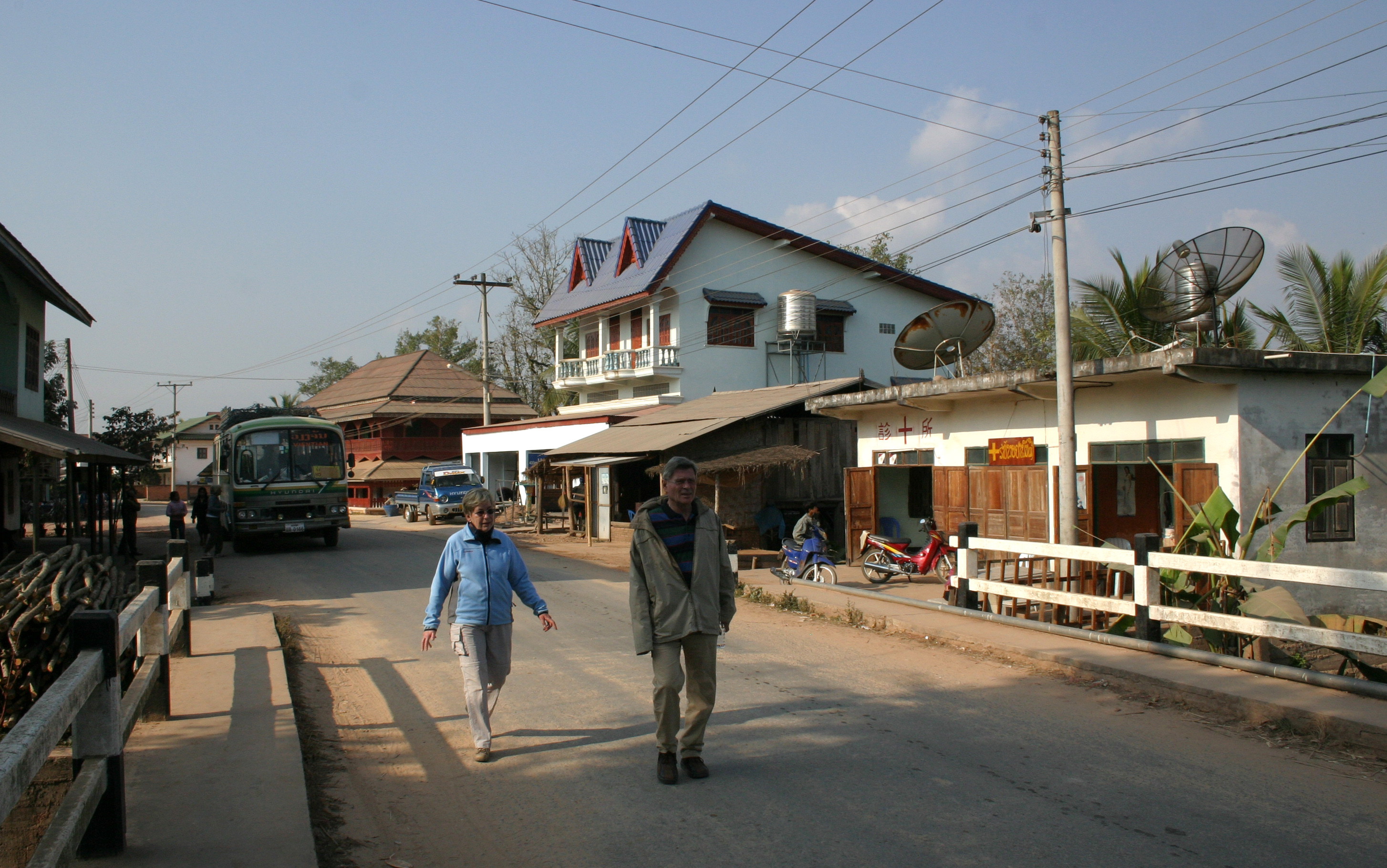
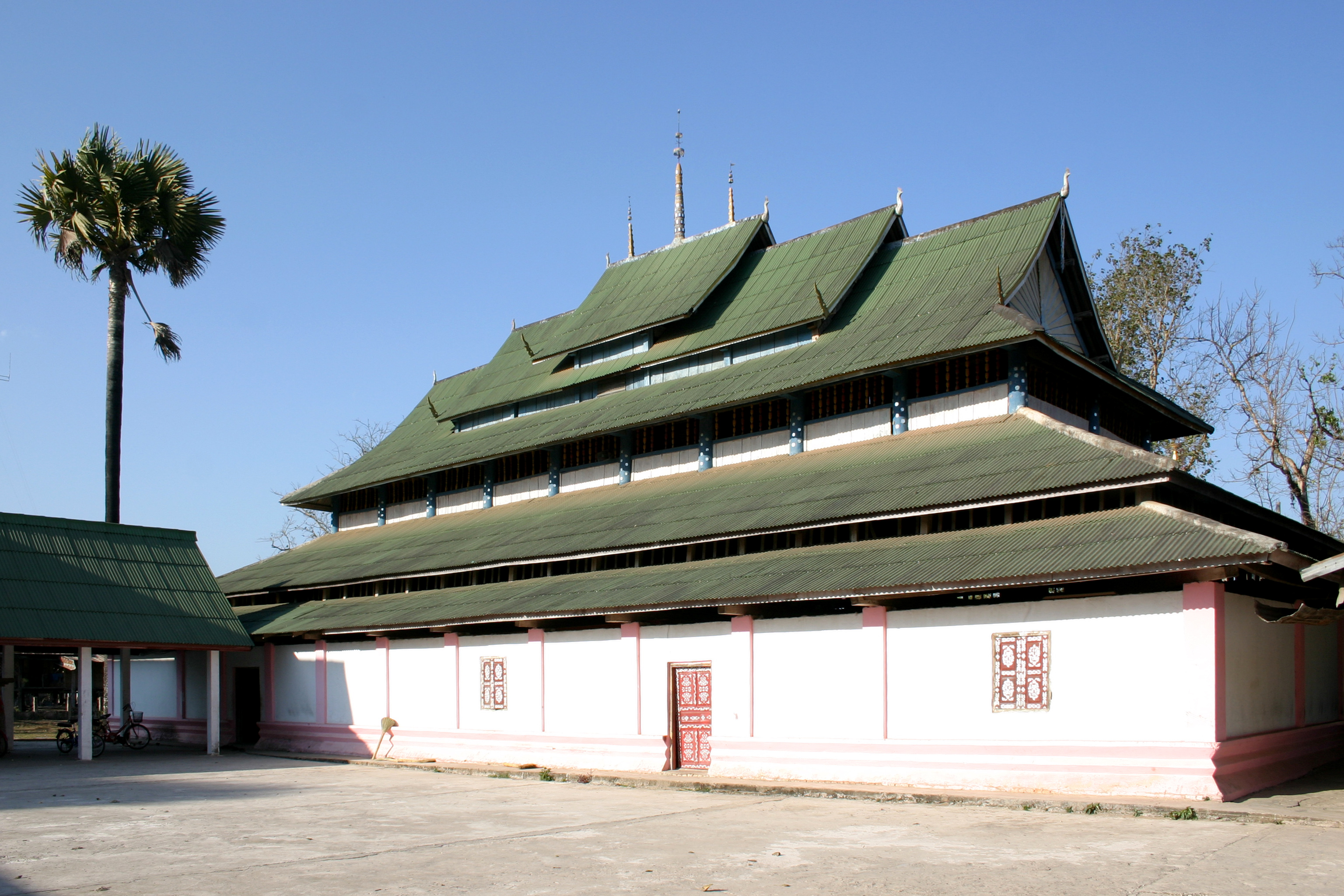
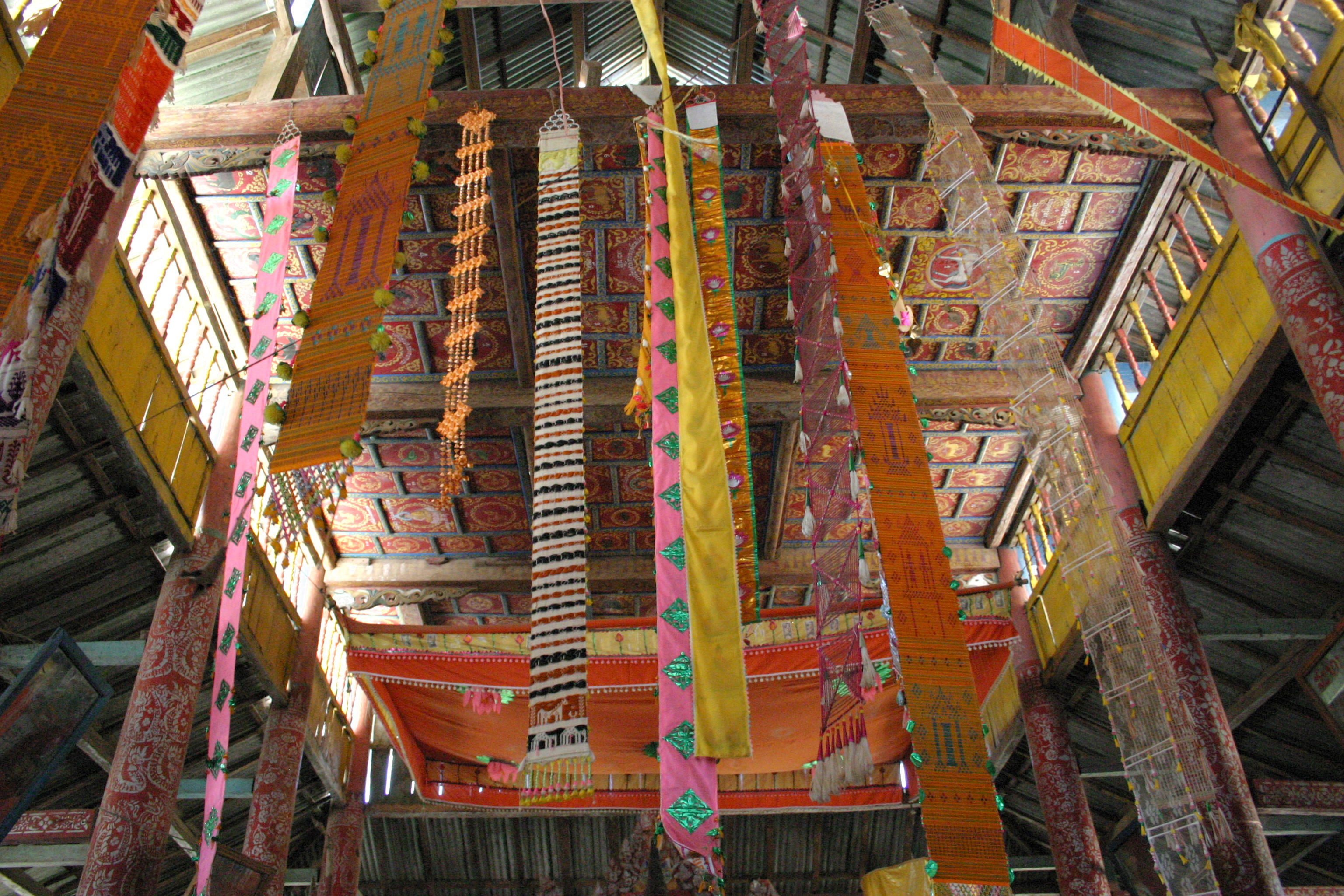
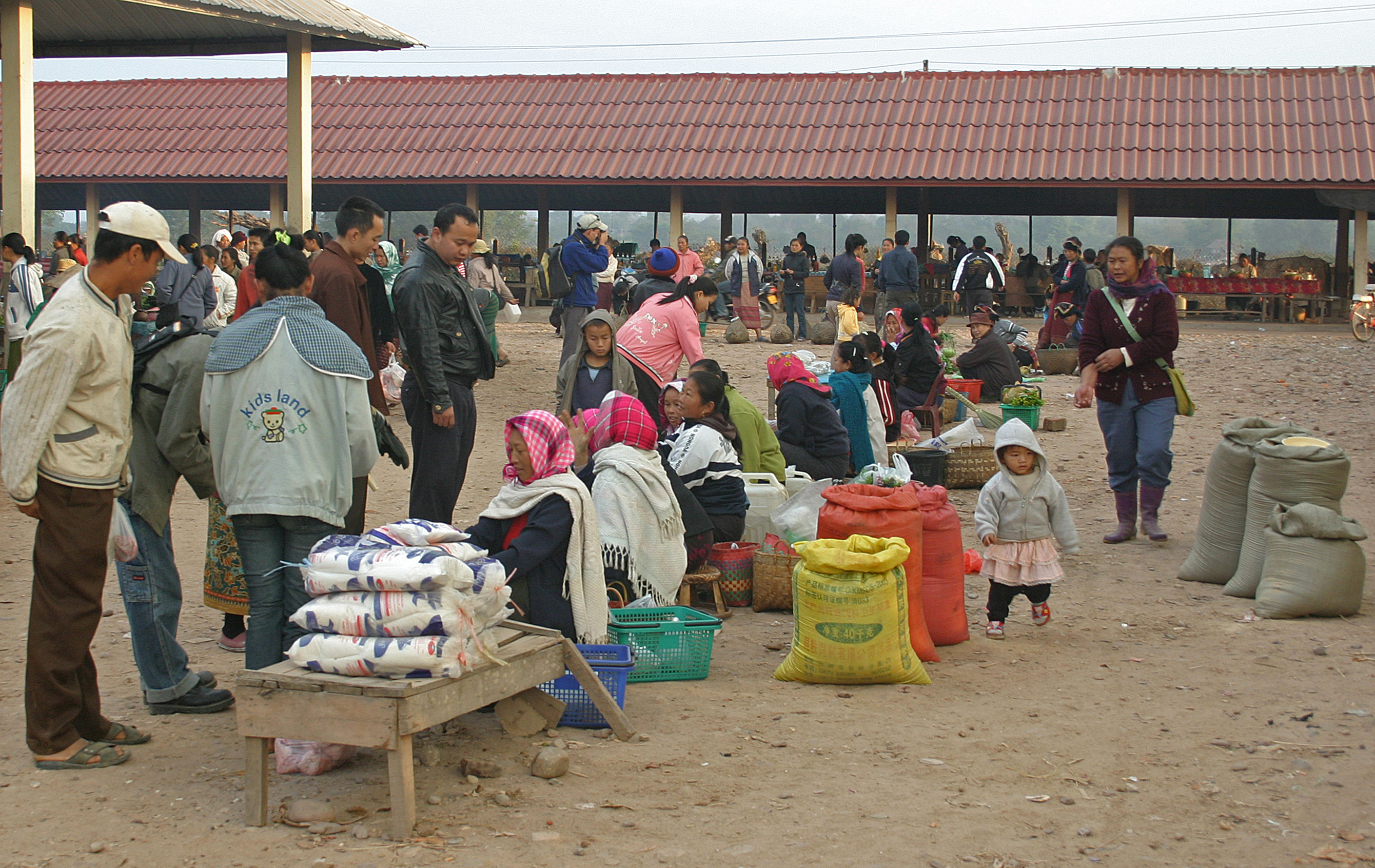
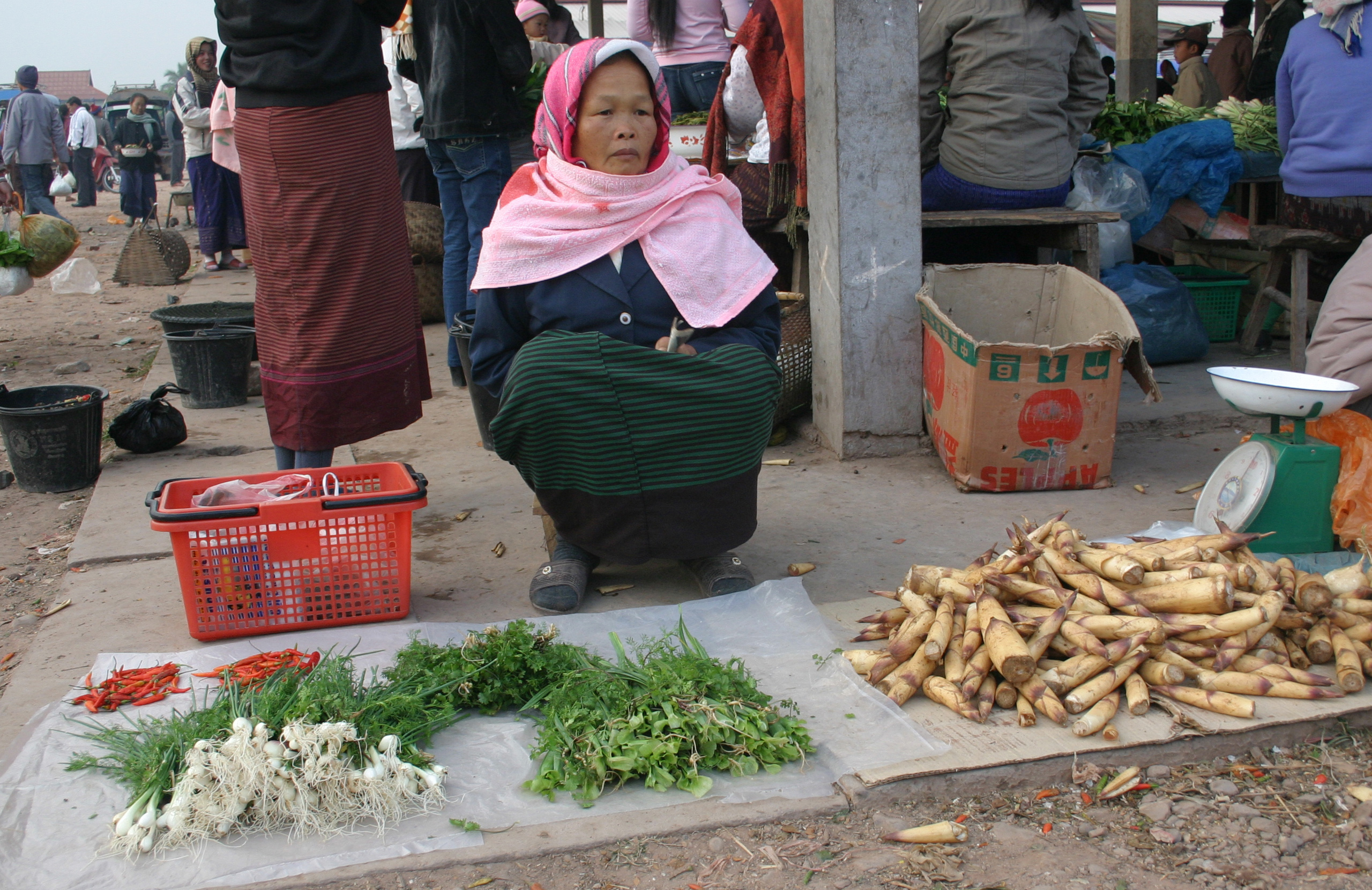
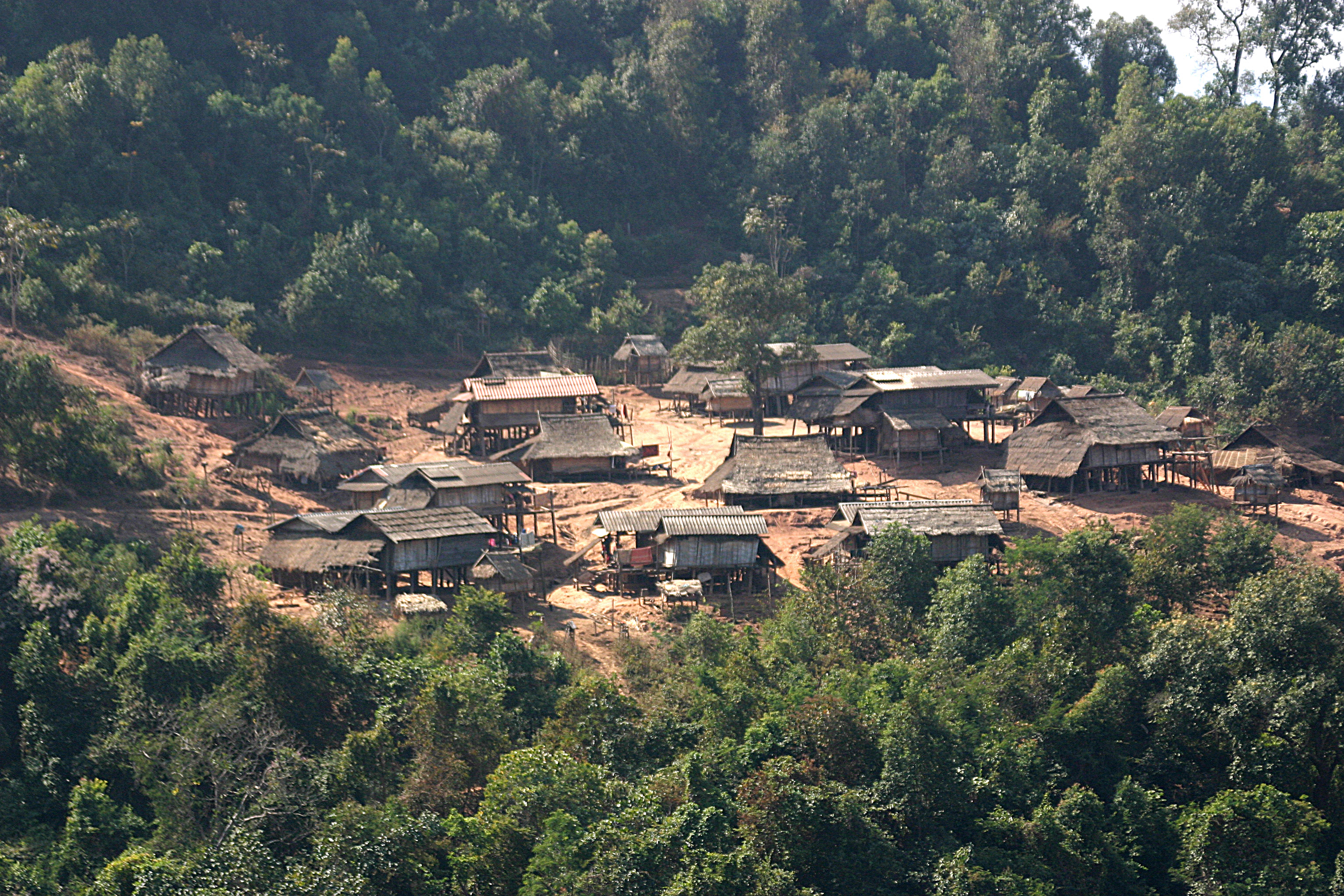
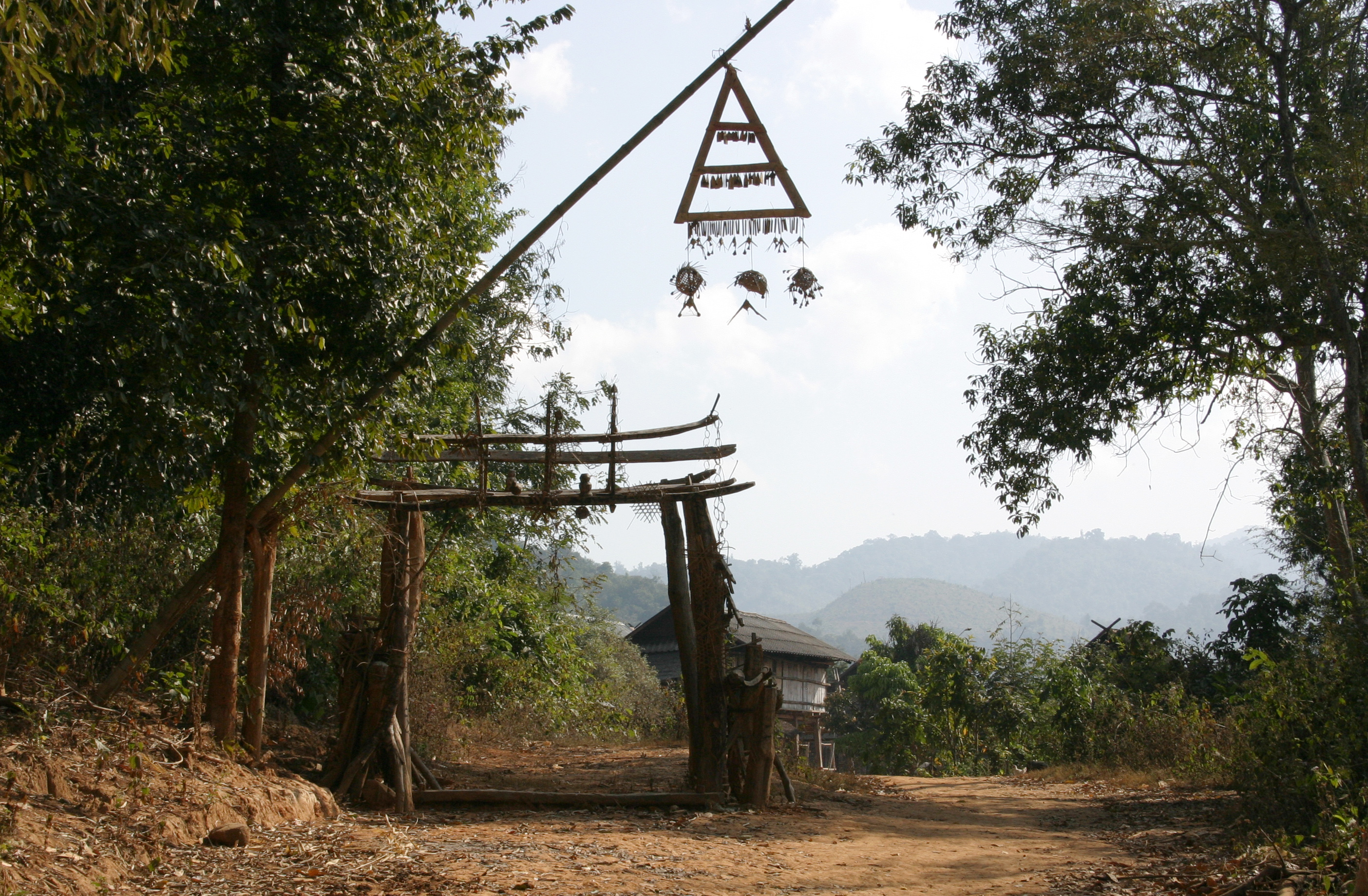
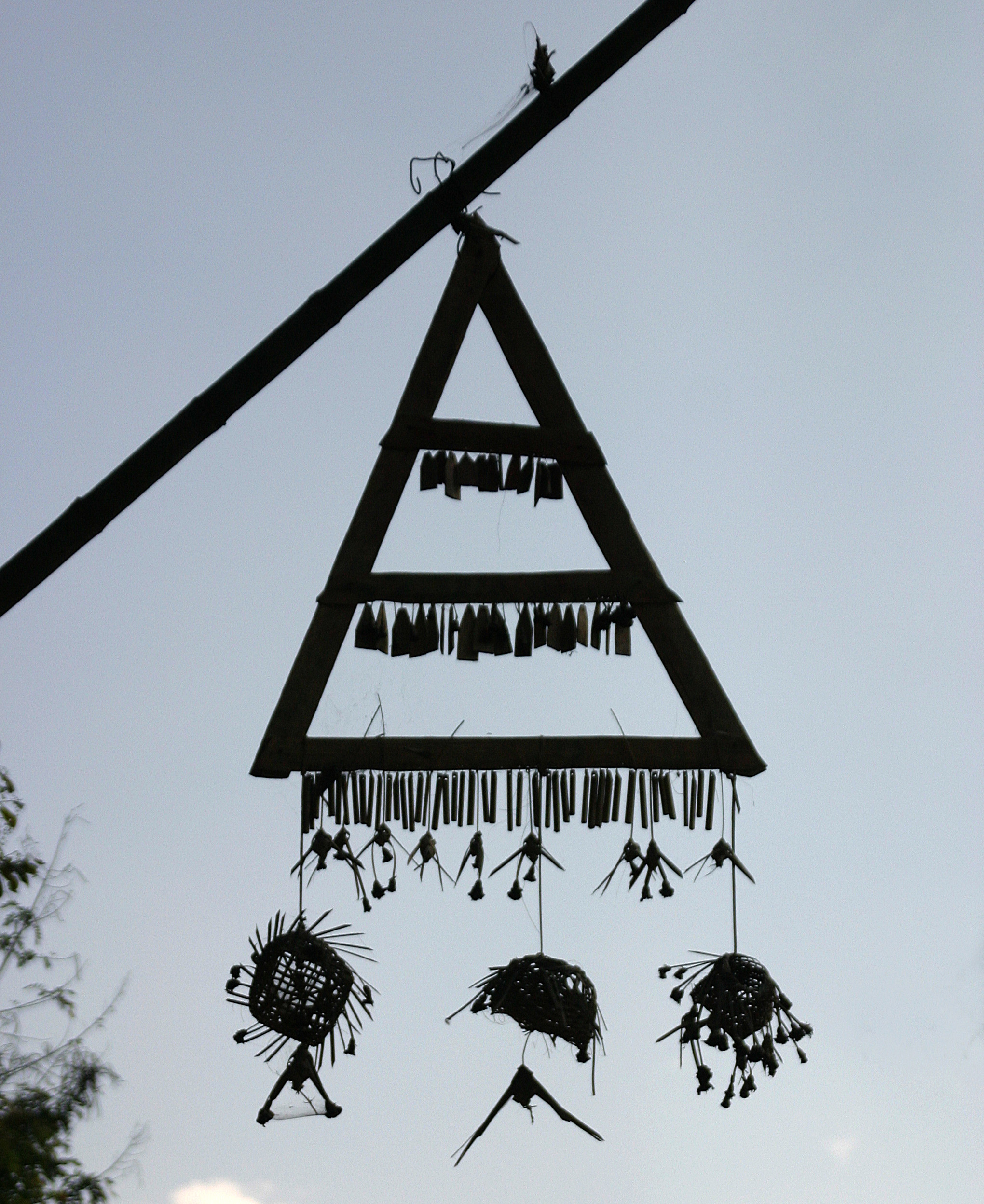
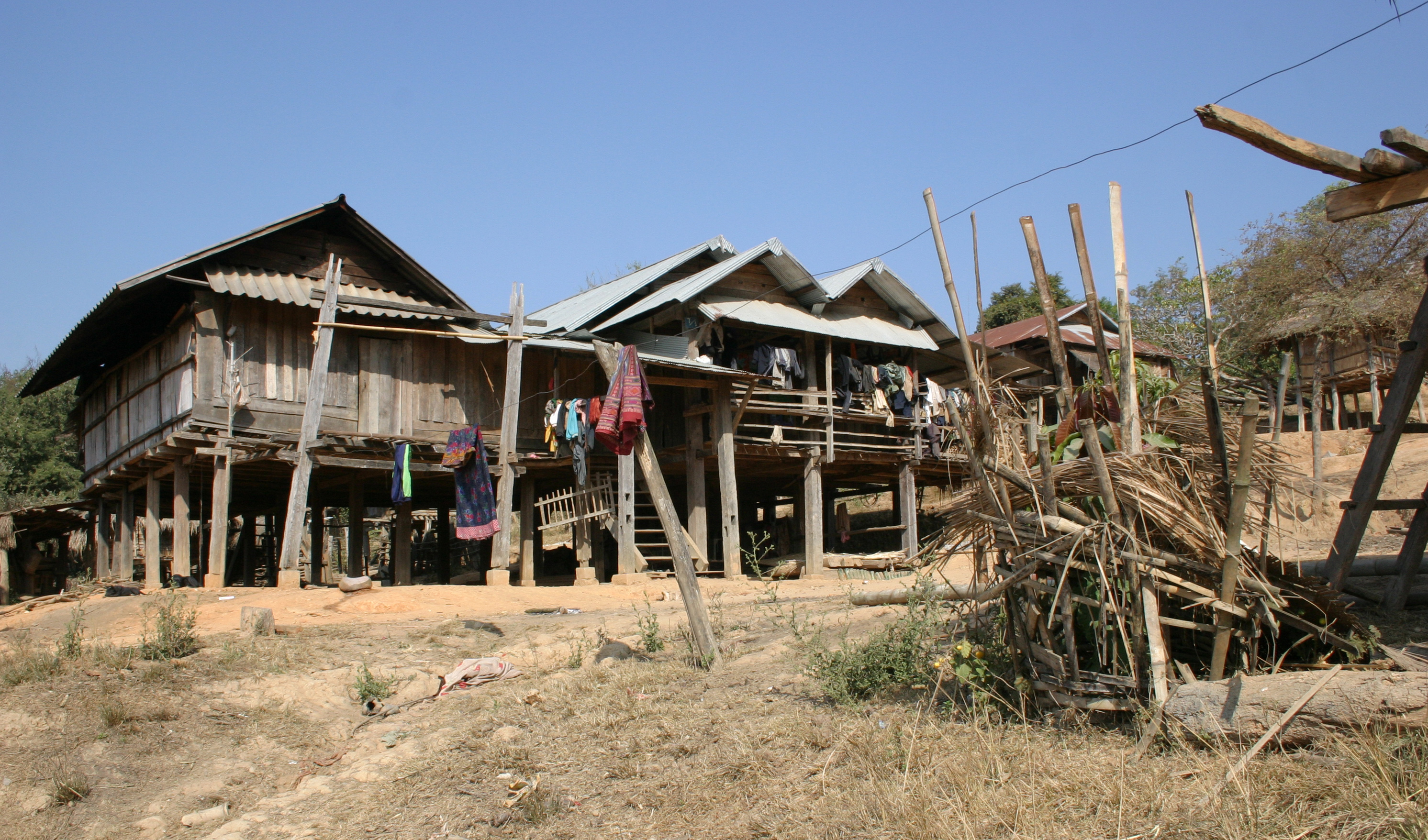
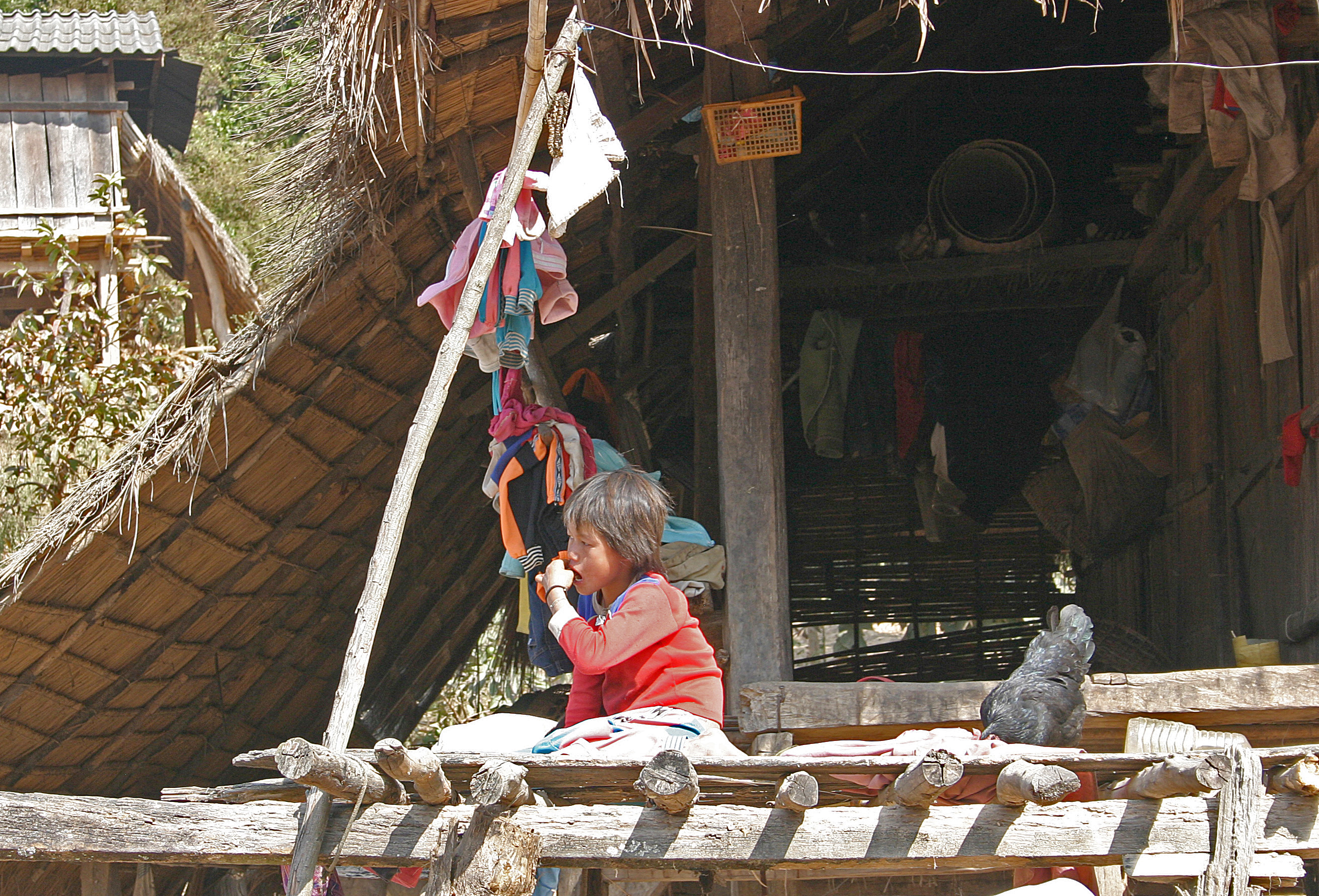